# Вепревы
Вепревы — древний русский дворянский род, происходящий от Фоминских князей, Рюриковичи, но утративший княжеский титул.

## История рода
Великий князь Семеон Иванович Гордый (1341—1353) женился (1345) на дочери смоленского князя Фёдора Святославовича — княжне Евпраксии Фёдоровне и дал ему вотчину Волок, но вскоре отослал княгиню к отцу (1346) и велел выдать её замуж. Князь Фёдор Святославович выдал вторично свою дочь за князя Фёдора Константиновича Красного (Большого). От данного брака родились 4 сына, князьями уже не писавшимися и служивших Москве: Михаил Крюк, Иван Собака, Борис Вепрь и Иван Уда. От третьего сына, Бориса Фёдоровича Вепря, родился сын Василий Борисович Вепрь. Так от древнерусского мирского имени Вепрь образовалась и фамилия Вепрев.

### Дворяне Вепревы
Василий Борисович Вепрев упомянут в договорной грамоте (1440), был сторонником и воеводою у Дмитрия Шемяки (1446), в борьбе его с великим князем Василием Васильевичем Тёмным, который содержался в плену в Угличе. Когда князья Ряполовские хотели освободить великого московского князя, то Василий Борисович Вепрев был послан с Углича с ратью, но сражение в устье Мологи проиграл. Фёдор Васильевич упомянут (1525), его жена Матрёна сделала вклад в Троице-Сергиев монастырь. Василий, Варакса и Махоня Борисовичи владели поместьями в Тверском уезде. Третьяк Павлович упоминается послухом (1596). Борис Вепрев задворный конюх (1695—1696).
Род Вепревых, по видимому, пресёкся, имя их сохранилось в наименовании Успенской Вепревой пустыни (упразднённого православного монастыря), находящейся в 35 верстах от Ростова Великого.
Потомственные дворяне Вепревы: Александр Яковлевич (1817—1898), Анна Максимовна († 1864), Николай († 1864) погребены в Вятке — Вятском Преображенском монастыре.